# Lingua copta

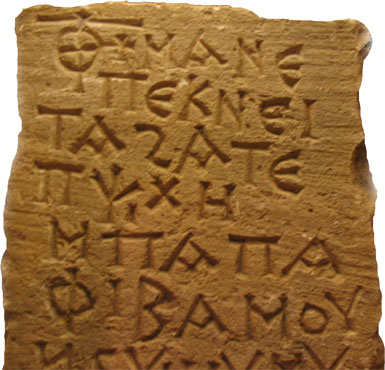
Iscrizione in lingua copta del III secolo d.C.

La lingua copta è la fase finale della lingua egizia. L'alfabeto copto è basato sull'alfabeto greco, con l'aggiunta di sette ulteriori grafemi presi in prestito dal demotico per trascrivere altrettanti fonemi non esistenti in greco.
Con l'utilizzo dell'alfabeto greco, per la prima volta nella storia della lingua egizia furono trascritte anche le vocali, non esistenti nei precedenti sistemi di scrittura della lingua; la scrittura va da sinistra verso destra, in linee orizzontali, senza separazione fra le parole, seguendo l'uso greco da cui era stata derivata.

## Storia
Il copto fu la lingua parlata in Egitto a partire all'incirca dalla metà del II secolo, cioè nel periodo in cui la popolazione si convertì al Cristianesimo; la lingua copta fu dunque il mezzo di espressione della letteratura religiosa dei cristiani egiziani.
La lingua si articolò in sei dialetti parlati in altrettante regioni dell'Egitto. I due principali erano il sahidico, parlato nella valle del Nilo fino all'altezza dell'antica Menfi, e il bohairico, della regione del delta del Nilo.
Dal VII secolo, con l'espansione islamica, il copto fu progressivamente abbandonato in favore dell'arabo in concomitanza con l'affermazione in Egitto della religione musulmana a danno di quella cristiana.
A partire dal IX secolo il dialetto bohairico prevalse sul sahidico, diventando lingua ufficiale della Chiesa copta e lingua letteraria egiziana. 
Dall'VIII secolo il copto e la koinè furono sostituiti per legge dall'arabo nell'amministrazione del Paese, anche se il copto resistette ancora come lingua vernacolare dei nativi fino al XVII secolo. Oggi il copto è utilizzato soltanto nella liturgia della Chiesa copta; ma dal XIX secolo, per iniziativa soprattutto del patriarca di Alessandria Cirillo IV, è in corso un tentativo di recupero della lingua.
Jean-François Champollion fu un profondo conoscitore di questa lingua, tanto da poterla parlare fra sé e sé: era convinto che attraverso il copto avrebbe finalmente decrittato i geroglifici e la lingua che celavano. Infatti, dopo aver compreso i meccanismi della scrittura e della fonetica dei geroglifici, il copto gli permise di esplorare la grammatica dell'egizio.

### Grammatiche (dialetto sahidico)
- Wolfgang Kosack, Lehrbuch des Koptischen, Teil I: Koptische Grammatik, Teil II: Koptische Lesestücke, Akademische Druck- und Verlagsanstalt, Graz, 1974, ISBN 3-201-00889-3.
- Thomas O. Lambdin, Corso di copto sahidico, Ananke, Torino, 2010, ISBN 978-88-7325-323-5 (edizione originale: Introduction to Sahidic Coptic, Mercer University Press, 1982, ISBN 978-0-86554-048-4)
- Bentley Layton, Coptic in 20 Lessons, Peeters, Lovanio, 2007, ISBN 978-90-429-1810-8
- Bentley Layton, A Coptic Grammar, Harrassowitz, Wiesbaden, 2000-2011, ISBN 3-447-06200-2
- Hans Jakob Polotsky, Die Grundlagen des koptischen Satzbaus, 2 voll., American Society of Papyrologists, 1990
- J. Plumley, Introductory Coptic Grammar, Home & Van Thal, Londra, 1948
- Jozef Vergote, Grammaire copte, Peeters, Lovanio, 1973-1983-1992
- Marius Chaîne, Éléments de grammaire dialectale copte: bohairique, sahidique, achmimique, fayoumique, Paul Geuthner, Parigi, 1933
- Henry Tattam, A compendious grammar of the Egyptian language as contained in the Coptic, Sahidic, and Bashmuric Dialects, Williams & Norgate, Edimburgo, 1863
- Paola Buzi, Agostino Soldati, La lingua copta, Hoepli, 2021

### Grammatiche (dialetto bohairico)
- Nabil Mattar, A Study in Bohairic Coptic, Pasadena, 1990
- Alexis Mallon, Grammaire copte: bibliographie, chrestomathie et vocabulaire, Imprimerie Catholique, Beirut, 19041-19564

### Vocabolari
Per il lessico copto-egizio: 
- Walter E. Crum, A Coptic Dictionary, Clarendon Press, Oxford, 1939; Sandpiper Books, 1999/2000, ISBN 978-1-59752-333-2
- Jaroslav Černý, Coptic Etymological Dictionary, Cambridge University Presse, Cambridge-New York, 1976
- Wolfgang Kosack, Koptisches Handlexikon des Bohairischen. Koptisch - Deutsch - Arabisch, Verlag Christoph Brunner, Basilea, 2013, ISBN 978-3-9524018-9-7.
- Werner Vycichl, Dictionnaire étymologique de la langue copte, Peeters, Lovanio, 1983
- Wolfhart Westendorf, Koptisches Handwörterbuch, Karl Winter, Heidelberg, 1965-1977
- Fernand Crombette, Dictionnaire Copte-Latin et Latin-Copte, Ceshe asbl, Tournai, réf. 2.15 - 2000 - ISBN 2-9600246-4-8

Per il lessico copto-greco si utilizza un normale vocabolario di greco antico.

### Letteratura
- Nicola Denzey Lewis, I manoscritti di Nag Hammadi. Una biblioteca gnostica del IV secolo, traduzione di Matteo Grosso, Roma, Carocci, 2014, ISBN 978-88-430-7185-2.
- Thomas O. Lambdin, Compendio di letteratura copta, Ananke, Torino, 2011, ISBN 978-88-7325-435-5
- Bentley Layton, Coptic Gnostic Chrestomathy, Peeters, Lovanio, 2004, ISBN 978-90-429-1254-0